# Justiční palác (Brusel)
Justiční palác (francouzsky Palais de Justice, nizozemsky Justitiepaleis) je jednou z dominantních staveb belgické metropole Bruselu. Nachází se v jihovýchodní části města a jedná se o největší stavbu zbudovanou pro účely soudní moci na světě. Nachází se na vrcholku Galgenberg, kde byli ve středověku popravováni bruselští kriminálníci.

## Historie
Palác byl vybudován v letech 1866 až 1883 v eklektickém stylu podle návrhu architekta Josepha Poelaerta. Cena výstavby ohromného paláce a jeho vybavení se pohybovala zhruba okolo 45 milionů tehdejších belgických franků. Taková výše prostředků, kterou belgický stát na justiční palác vynaložil, odpovídala ročnímu rozpočtu na veřejnou správu. Po dokončení se často diskutovalo o tom, že Justiční palác je největší budovou, která byla vystavěna v 19. století.
V předvečer osvobození Bruselu za druhé světové války zapálila ustupující německá armáda palác s cílem jej zničit. Zřítila se tak kopule stavby. Po skončení konfliktu se uskutečnila rekonstrukce, kterou byl pověřen Architekt Albert Storrer; nová kopule byla o 2,5 m vyšší než původní. O padesát let později se však ukázala potřeba další rekonstrukce. Již v roce 1980 byl palác v havarijním stavu a následně jej musela řada úředníků opustit, nejen kvůli špatnému stavu, ale také proto, že stavba nevyhovovala aktuálním potřebám. Od roku 2003 probíhá rekonstrukce, stavební práce postupují velice pomalu a v roce 2013 bylo nezbytné obnovit samotné lešení, které postupem času zkorodovalo natolik, že hrozilo jeho zřícení. World Monuments Fund označil Justiční palác za ohroženou kulturní památku. V roce 2018 se v budově zřítila část stropu. Ukončení rekonstrukce se předpokládá do roku 2024 nebo 2025, jiný zdroj uvádí 2030 nebo 2032; vnitřní prostory pak až v roce 2040.
V roce 2008 byla stavba navržena belgickou vládou na zápis na seznam světového dědictví UNESCO.

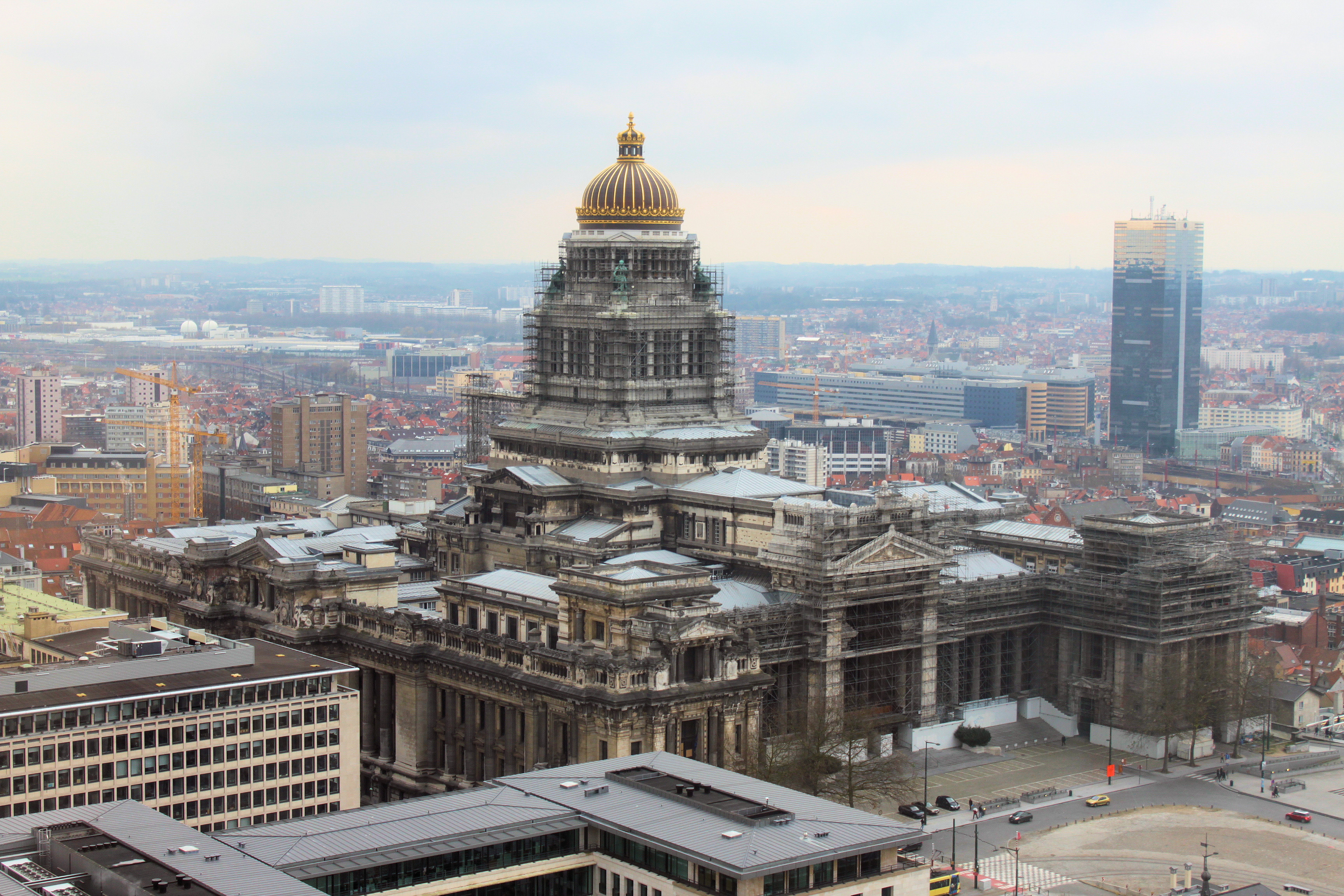
Pohled na justiční palác z hotelu The Hotel
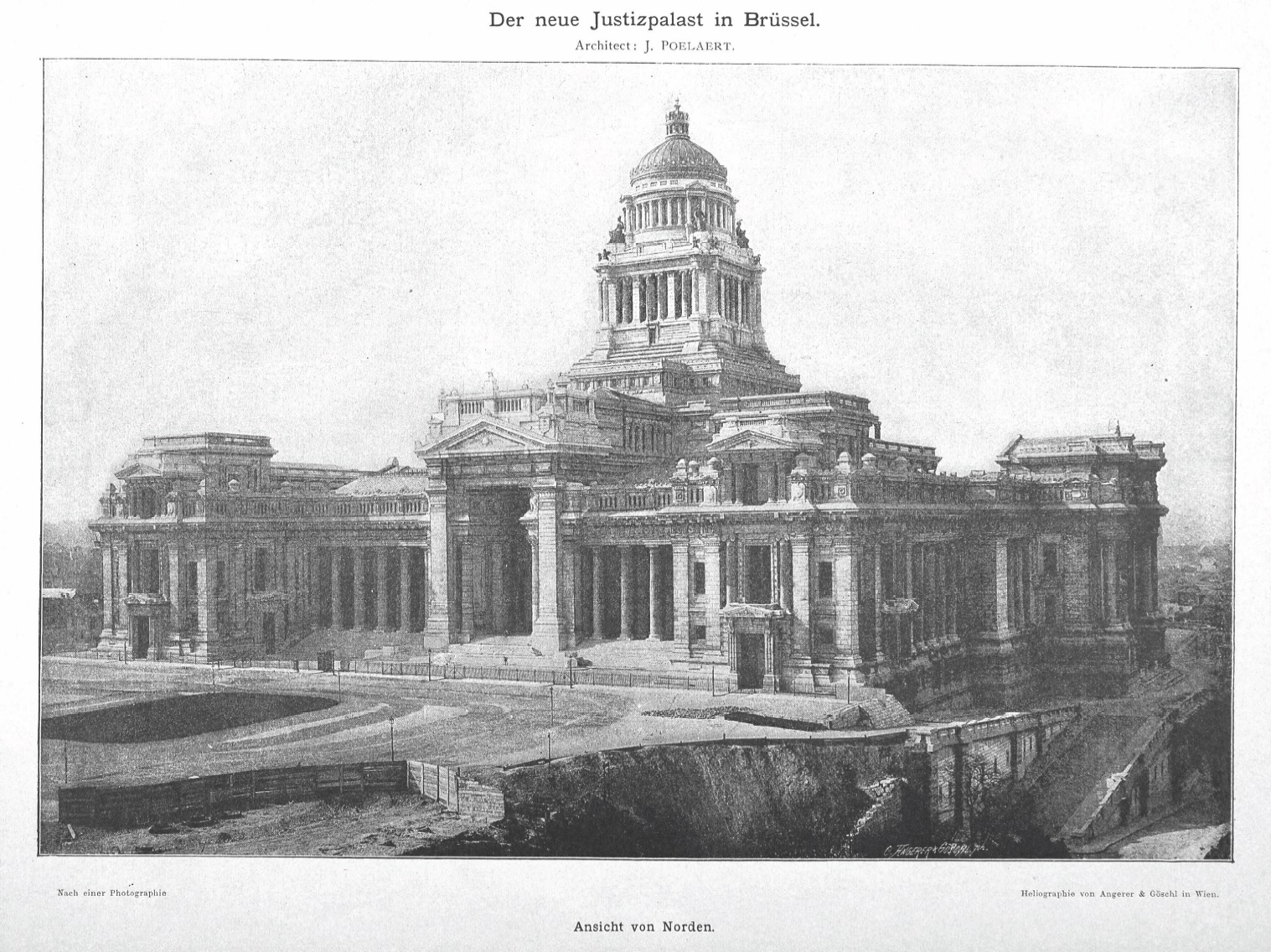
Budova v roce 1881

## Architektura
Justiční palác byl postaven na obdélníkovém půdorysu o rozměrech 160 × 150 m; všechny prostory uvnitř paláce mají dohromady rozlohu 26 000 m².
Impozantní přijímací a rozdělovací hala (Salle des pas perdus,česky sál ztracených kroků), do níž se vchází hned po vstupu do budovy hlavním vchodem, má včetně galerií a schodišť rozlohu 3 600 m² a výšku 97,5 m. Je 90 m dlouhý a 40 m široký. Podlaha je uprostřed zdobena velkou mozaikou větrné růžice s šestnácti paprsky.
Impozantní kupole, která se tyčí do výšky téměř 98 metrů, je posazena na vrcholu centrální věžovité konstrukce, takže celková výška budovy je přibližně 116 m; jiné zdroje uvádějí 104 m nebo 142 m. Rozdíl v údajích může být způsoben rozdíly v metodách měření nebo výchozí úrovni. Vzhledem k umístění ve svahu je hlavní vchod o více než dvacet metrů vyšší než vchod na západní straně budovy. Poté, co byla kupole 3. září 1944 zapálena německými okupanty, musela být po válce znovu postavena. Tvar kupole byl přitom mírně pozměněn a od té doby je kupole o 2,5 metru vyšší než dříve a váží 24 000 t. Do roku 2002 byla na vrcholu kupole umístěna 17 metrů vysoká rozhlasová anténa.
Budova má osm nádvoří, 27 soudních síní a 245 malých sálů a dalších místností. Částečně ji podpírá vnitřní ocelová konstrukce, což byla v té době technická novinka.
Součástí budovy jsou obrovské vevnitř umístěné sochy Démosthena a Lykurga od sochaře Pierra Armanda Cattiera a postavy římských právníků Cicerona a Ulpiana od Antoina-Félixe Bouré. Třicet devět metrů vysoký centrální portikus je zakončen bustou s helmou starořecké Titánky Themis, zosobnění božského práva a řádu, od Josepha Ducaju.
  

Bruselský justiční palác je se svou rozlohou 26 000 m² výrazně větší než bazilika svatého Petra ve Vatikánu, v Římě, ale nedosahuje výšky její kupole. 

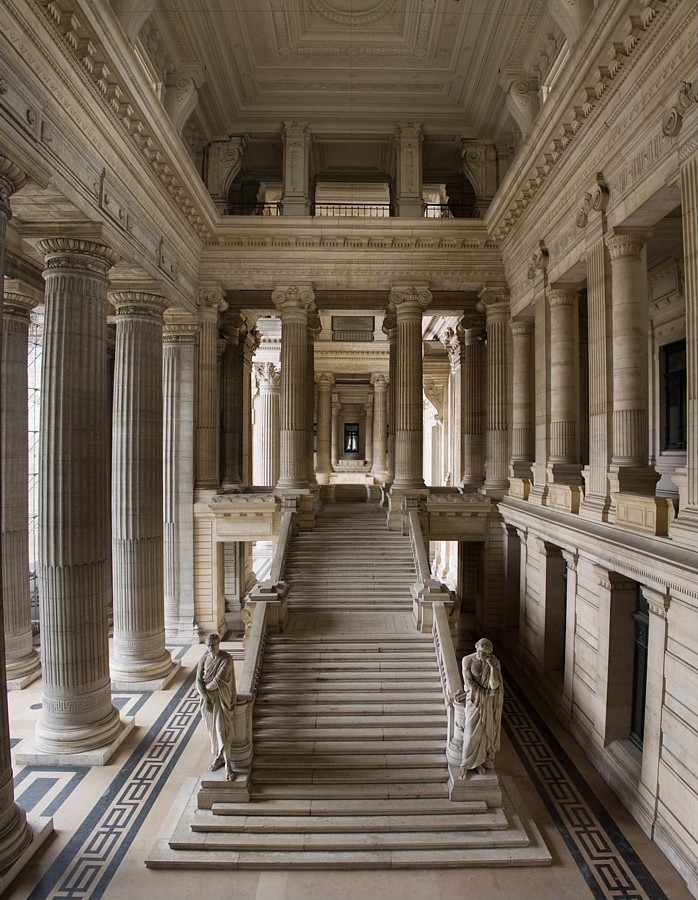
Monumentální schodiště v Justičním paláci
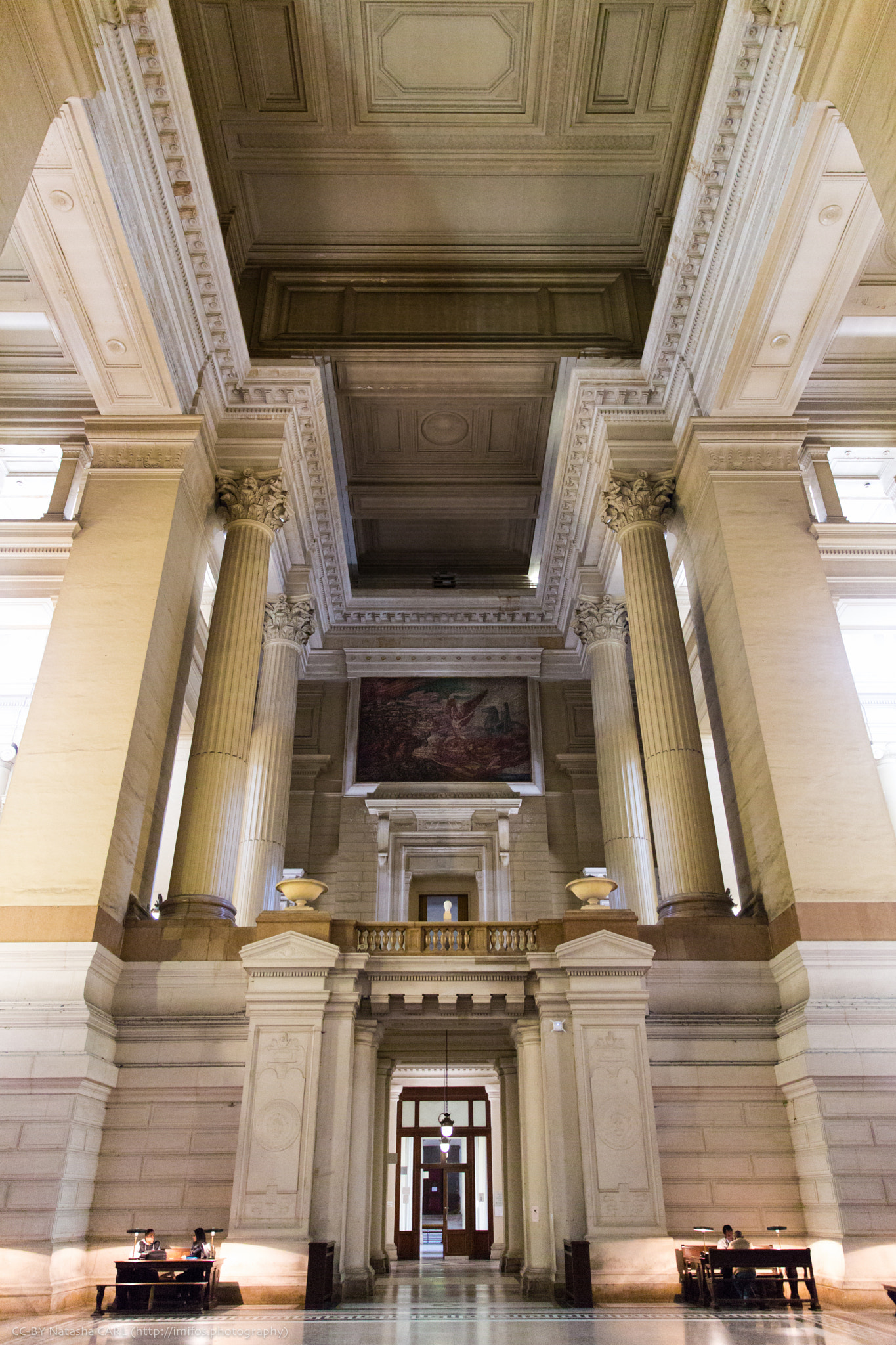
Impozantní hlavní sál neboli salle des pas perdus
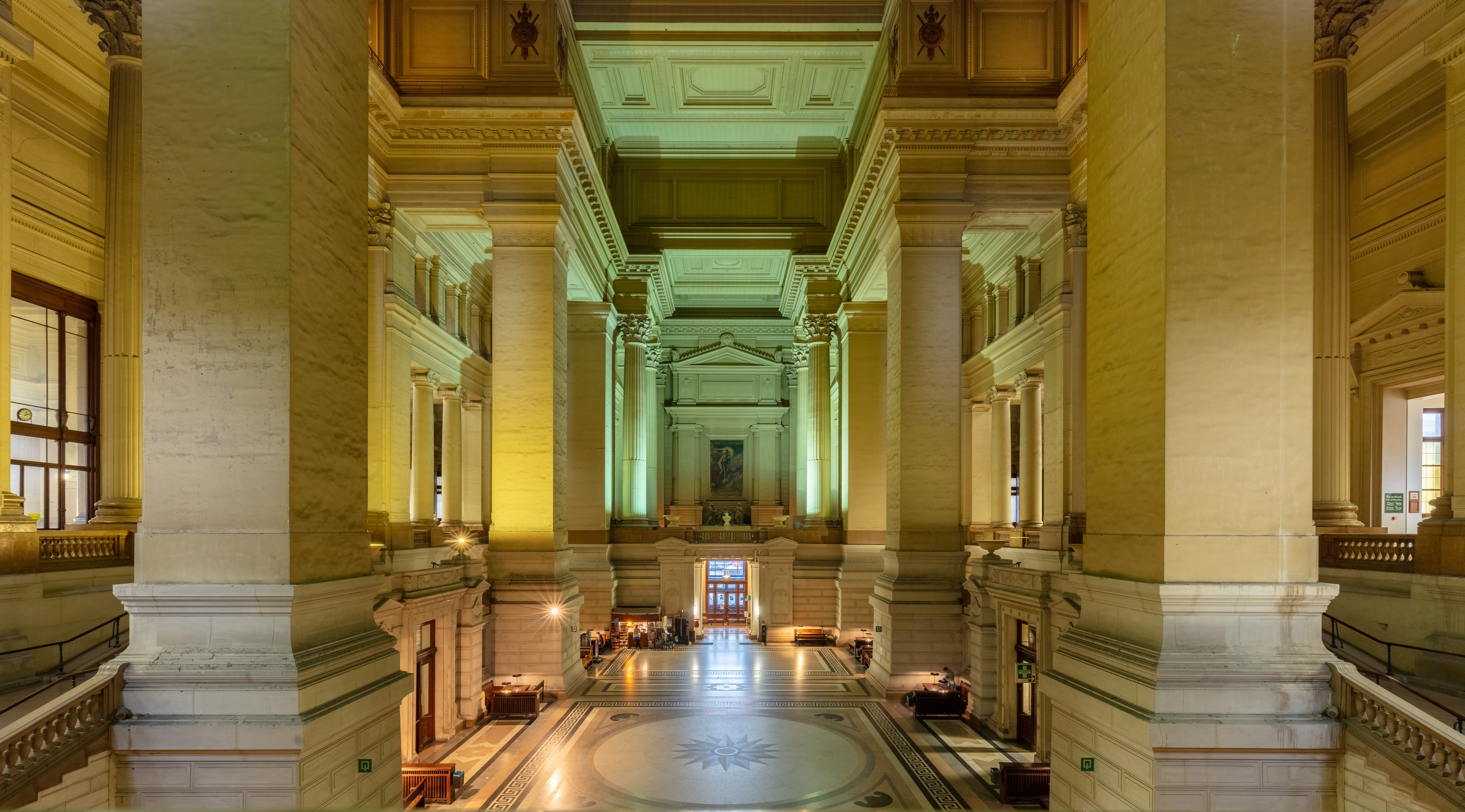
Pohled do salle des pas perdus
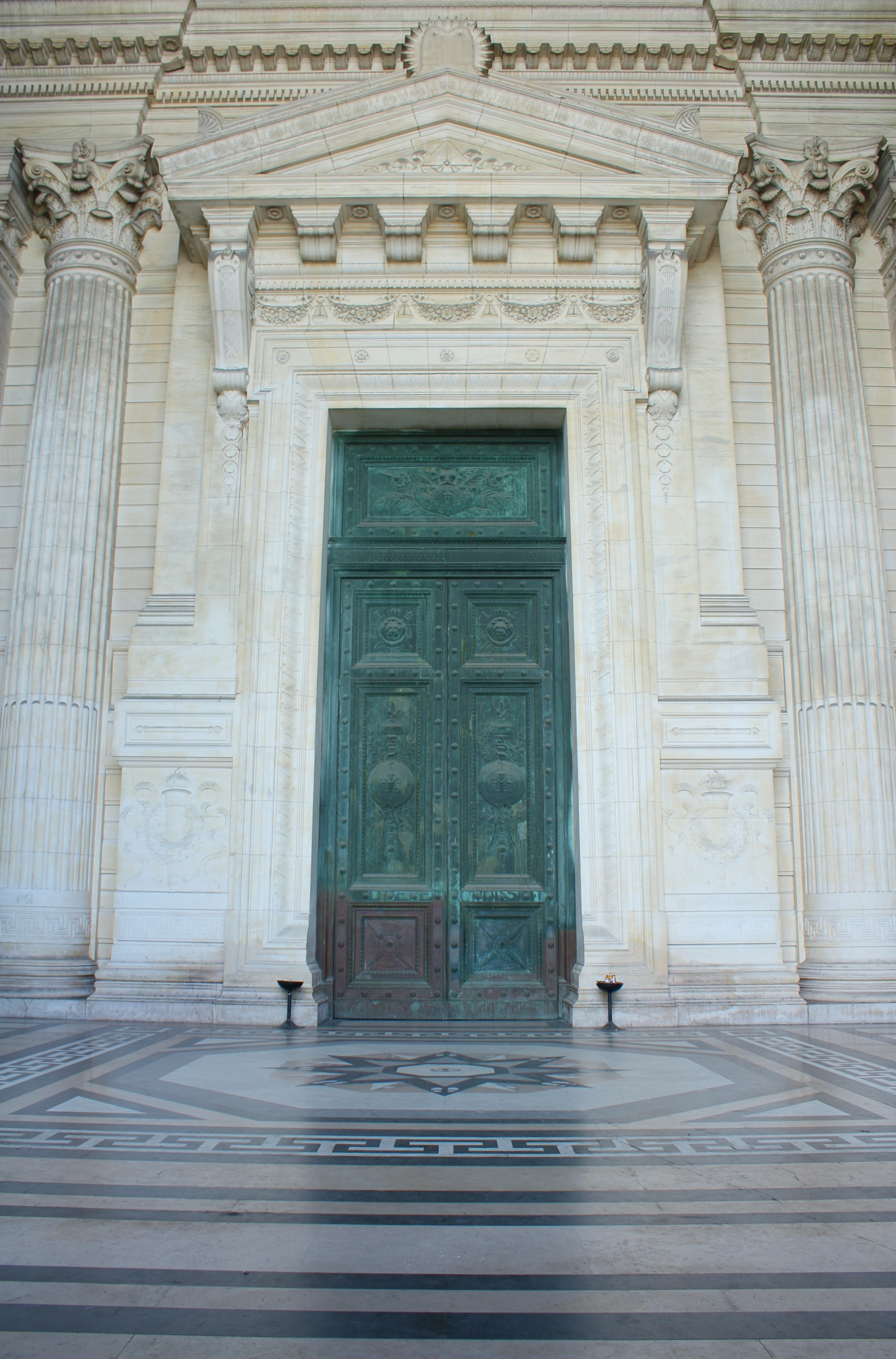
Neoklasicistní dveře
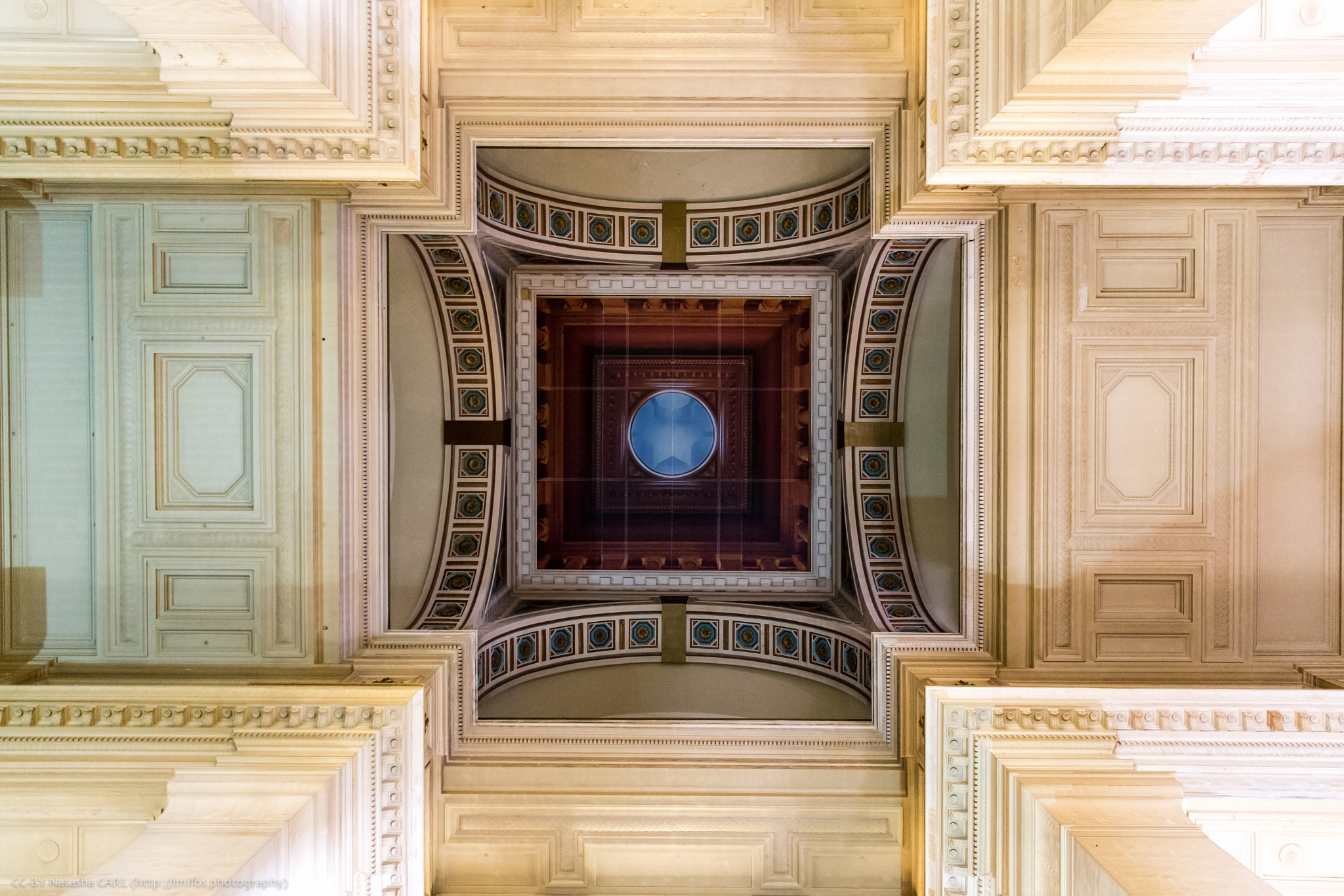
Pohled do kupole